# Ӹ
La Yery con diéresis (Ӹ ӹ; cursiva: Ӹ ӹ) es una letra del alfabeto cirílico. Su forma se deriva de la letra Yery (Ы ы Ы ы). En Unicode, esta letra se conoce como “Yeru con diéresis.
El yery con diéresis se utiliza en el alfabeto del idioma mari de las colinas, donde representa la vocal media central /ə/. También aparece en el idioma mari del noroeste.
| Carácter      | Ӹ                                          | Ӹ                                          | ӹ                                          | ӹ                                          |
| ------------- | ------------------------------------------ | ------------------------------------------ | ------------------------------------------ | ------------------------------------------ |
| Unicode       | LETRA MAYÚSCULA CIRÍLICA YERU CON DIÉRESIS | LETRA MAYÚSCULA CIRÍLICA YERU CON DIÉRESIS | LETRA MINÚSCULA CIRÍLICA YERU CON DIÉRESIS | LETRA MINÚSCULA CIRÍLICA YERU CON DIÉRESIS |
| Codificación  | decimal                                    | hex                                        | decimal                                    | hex                                        |
| Unicode       | 1272                                       | U+04F8                                     | 1273                                       | U+04F9                                     |
| UTF-8         | 211 184                                    | D3 B8                                      | 211 185                                    | D3 B9                                      |
| Ref. numérica | &#1272;                                    | &#x4F8;                                    | &#1273;                                    | &#x4F9;                                    |